# Paracoccidioides
Paracoccidioides F.P. Almeida – rodzaj grzybów z klasy Eurotiomycetes.

## Systematyka i nazewnictwo
Pozycja w klasyfikacji według Index Fungorum: Ajellomycetaceae, Onygenales, Eurotiomycetidae, Eurotiomycetes, Pezizomycotina, Ascomycota, Fungi.
Takson utworzył Floriano Paulo de Almeida w 1930 r. Synonimy nazwy naukowej:
- Lacazia Taborda, V.A. Taborda & McGinnis 1999
- Lutziomyces O.M. Fonseca 1939[2]

Gatunki:
- Paracoccidioides americana Vilela, de Hoog, Bagagli & L. Mend. 2023
- Paracoccidioides antarcticus Gezuele 1989
- Paracoccidioides brasiliensis (Splend.) F.P. Almeida 1930
- Paracoccidioides lobogeorgii Vilela, de Hoog, Bagagli & L. Mend. 2023
- Paracoccidioides loboi (Fonseca & Leão) F.P. Almeida & Silva Lac
- Paracoccidioides lutzii Vilela, de Hoog, Bagagli & L. Mend. 2023

Wykaz gatunków i nazwy naukowe na podstawie Index Fungorum. Pominięto gatunki wątpliwe.